# Wincenty Ferdynand Lessel
Wincenty Ferdynand Lessel (* um 1750 in Eule (heute Jílové u Prahy); † nach 1825 in Puławy) war ein polnischer Komponist mit tschechischen Wurzeln.
Lessel studierte in Dresden bei Johann Adam Hiller und Karl Ditters von Dittersdorf und war von 1766 bis 1780 Violinist der Königlichen Kapelle. Danach wirkte er bis 1811 in verschiedenen polnischen Adelshäusern als Kapellmeister, Cembalist und Lehrer. Ab 1811 war er Organist in Pulawy.
Neben zahlreichen Klavier- und Cembalostücken zu vier Händen komponierte Lessel Orgelpräludien, Polonaisen für Orchester sowie zehn Opern und Operetten über Themen der polnischen Geschichte, die jedoch sämtlich verschollen sind.
Sein Sohn war der Komponist Franciszek Lessel, ein Schüler von Joseph Haydn.

## Quelle
- Alfred Baumgartner: Propyläen Welt der Musik: die Komponisten, Band 3, Berlin, Frankfurt 1989, ISBN 3549078331, S. 428–29

| Personendaten    | Personendaten              |
| ---------------- | -------------------------- |
| NAME             | Lessel, Wincenty Ferdynand |
| KURZBESCHREIBUNG | polnischer Komponist       |
| GEBURTSDATUM     | um 1750                    |
| GEBURTSORT       | Eule                       |
| STERBEDATUM      | nach 1825                  |
| STERBEORT        | Puławy                     |